# Melanophryniscus tumifrons
Melanophryniscus tumifrons é uma espécie de anfíbio da família Bufonidae. Pode ser encontrada no Brasil e Argentina.